# Дан Паґіс
Дан Паґіс (івр. דן פגיס; 16 жовтня 1930, Радівці — 29 червня 1986, Єрусалим) — єврейський поет, філолог, перекладач, який пережив Голокост..

## Життєпис

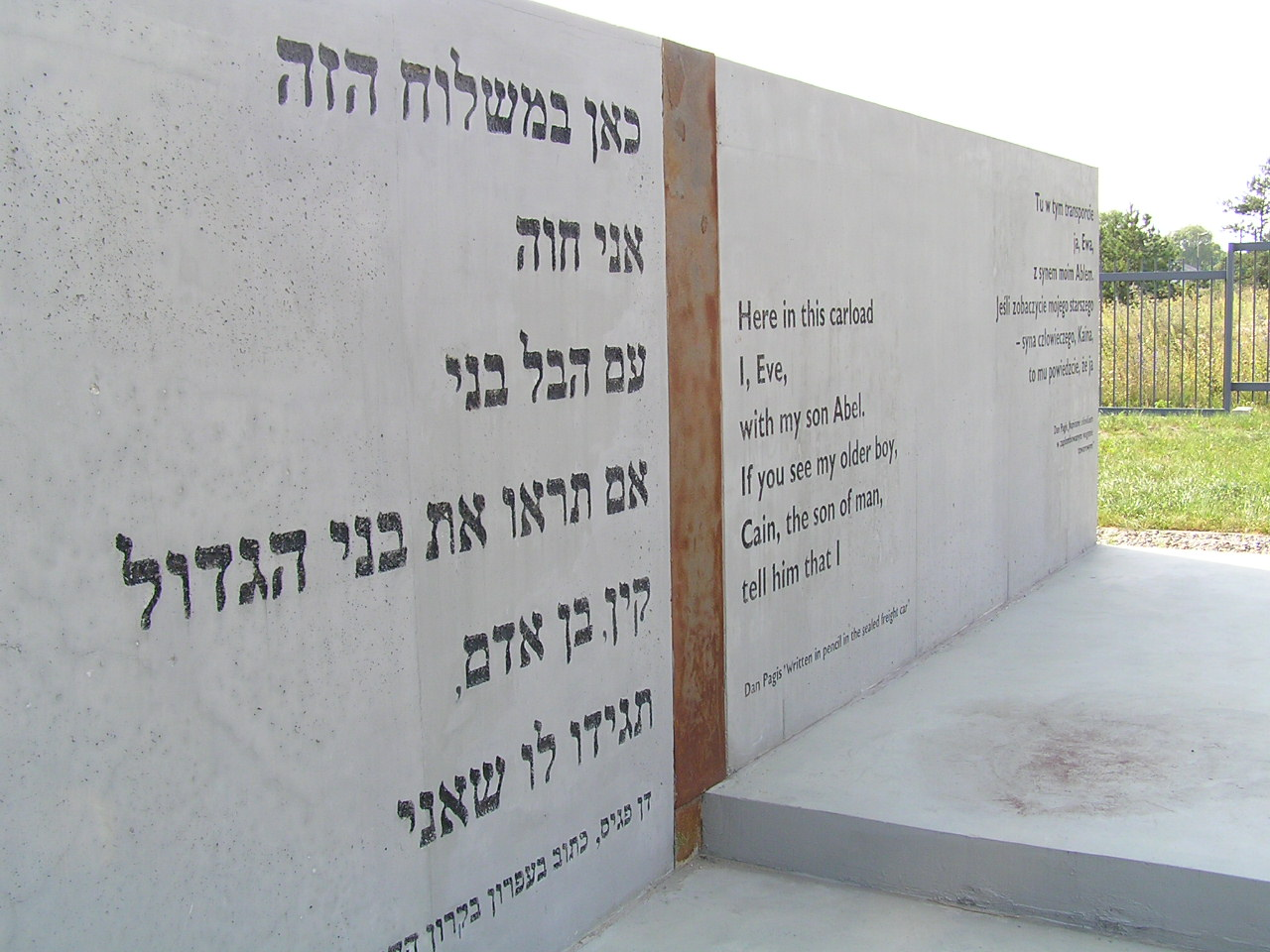
Вірш Дана Пагіса на пам'ятній стелі в концтаборі Белжець

Народився 1930 року в Буковині, куди його батько, Йосип Шабсович Паґіс (1904—1982), переселився з Кишинева (Бессарабія). З 1934 року жив із сім'єю у Відні. У 1941 році, дитиною, був відправлений до нацистського концтабору, провів там три роки, в 1944 році втік. У 1946 році перебрався до Палестини. У 1956 році вступив до Єврейського університету в Єрусалимі, з 1964 році викладав у ньому. Входив до кола поетів, що склалося навколо Лії Гольдберг. Опублікував повні збори віршів Давида Фогеля (1968), видавав та коментував єврейську середньовічну поезію.

## Публікації

### Поезія
- Годинник тіні [Шеон ха-ціл, Сіфріат Поалім, 1959]
- Пізнє дозвілля [Шехут меухерет, Сіфріат Поалім, 1964]
- Метаморфози [Гілгул, 1970, Массада/Асоціація єврейських письменників]
- Мозок [Моах, 1975, Хакібуц Хамеухад]
- «Подвійна експозиція» [Хакібуц Хамеучад, 1982 Мілім Нірдафот]
- Дванадцять ликів смарагду [Шнейм-асар паним йшов ізмарагд, 1984]
- Синоніми [Мілім нірдефот, 1982]
- Останні вірші [Ширім ахаронім, 1987, видано посмертно]
- «Зібрані вірші» [Hakibbutz Hameuchad / Інститут Бяліка, 1991 Полковник Ха-Шірім]

### Історико-літературні праці
- Світська поезія і поетика Моше Ібн Езри та його сучасників [Шират ха-хол ве-торат ха-шир ле-Моше Ібн Еера у-вній доро, 1971
- Новаторство та традиції у світській поезії на івриті: Іспанія та Італія [Хіддуш у-масорет бе-шират ха-хол ха-'іврит: Сфарад ве-Італія, 1976]
- Вірші Леві Ібн Аль-Таббана (Академія наук і гуманітарних наук Ізраїлю, 1968 [Shirei Levi Ibn Alatabban)
- «Зміни та традиції у світській поезії: Іспанія та Італія» (Кетер, 1976)
- «Червона нитка — єврейські вірші про кохання з Іспанії, Італії, Туреччини та Ємену» (відред. Дена Педжіса) (Хакібуц Хамеухад, 1979 Ке-Хут Ха-Шані)
- «Запечатана таємниця» (Єврейський університет Магнеса, 1986 Al Sod Hatum)
- «Влучне пояснення поезії — дослідження та нариси середньовічної єврейської поезії» (The Magnes Press, Hebrew University, 1993 Ha-Shir Davur Al Ofanav)

### Книги для дітей
- «Яйце в маскуванні» (Am Oved, 1973; 1994 Ha-Beitzah She-Hithapsah)